# Achsnagel

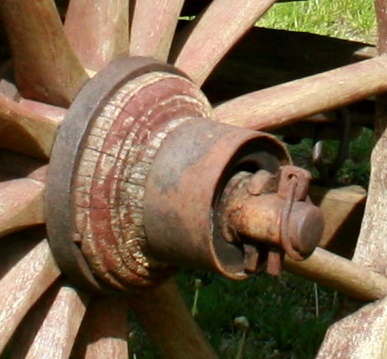
Radnabe mit Achsnagel. Davor Befestigungssplint für eine Runge

Ein Achsnagel ist Bauteil einer Achse bei hölzernen Speichenrädern. Er verhindert das Verschieben der Nabe, um ein Abgleiten des Rades zu unterbinden. Der Achsnagel wird quer durch die Achse vor das Rad gesteckt. Der untere herausstehende Teil wird oftmals umgeschlagen, damit er nicht herausfällt, oder er hat ein Loch, durch das ein Riemen als Verliersicherung gezogen wird. Je nach Region wird der Riemen auch Lünse, Lunen, Lohn, Lonse oder Lung genannt.